# Erannis obscura
Erannis obscura là một loài bướm đêm trong họ Geometridae.